# Statornicia rațiunii (film)
Statornicia rațiunii (titlul original: în italiană La costanza della ragione) este un film dramatic de coproducție franco-italian, realizat în 1964 de regizorul Pasquale Festa Campanile, după romanul omonim din 1963 al scriitorului Vasco Pratolini, protagoniști fiind actorii Sami Frey, Catherine Deneuve, Enrico Maria Salerno și Norma Bengell.

## Rezumat
Bruno, un tânăr educat de ideile progresiste ale lui Millo, prieten de familie și îndrăgostit în secret de Ivana, mama lui Bruno, de mult văduvă, aspiră să fie angajat într-o mare fabrică din orașul său. Cu toate acestea, convingerile sale extremiste sunt un obstacol, mai ales pentru intransigența sa tinerească, hotărât să nu facă compromisuri.
Întâlnirea cu Lori, o fată de care se îndrăgostește profund, și descoperirea ulterioară, dureroasă, a moarții ei, îl împing pe Bruno la o revizuire radicală a comportamentului și a convingerilor sale. La vârsta sa, tânărul înțelege că acum viața lui trebuie să fie ghidată de rațiune. Ca urmare, va accepta ajutorul unui preot pentru a obține slujba la fabrică și se va asigura că prietenul său Millo își poate exprima în sfârșit sentimentele mamei sale Ivana.

## Distribuție
- Sami Frey – Bruno
- Catherine Deneuve – Lori
- Enrico Maria Salerno – Millo
- Norma Bengell – Ivana
- Andrea Checchi – tatăl lui Lori
- Sergio Tofano – don Bonifazi
- Glauco Mauri – Luigi
- Valeria Moriconi – Giuditta
- Carlo Palmucci – Giorgio, prietenul lui Bruno
- Decimo Cristiani – Armando, prietenul lui Giorgio
- Lia Angeleri – mama vitregă a lui Lori

## Melodii din film
- Oggi è domenica per noi muzica de Giorgio Zinzi, interpretată de Sergio Endrigo

## Literatură
- Pratolini, Vasco, Statornicia rațiunii, tradus de Florian Potra, București, 1968: Editura pentru Literatură Universală, 312 pag.;